# Modello DFS
Il Modello DFS, in economia, è un tipo particolare di modello ricardiano con un continuum di beni. Esso prende il nome dalle iniziali dei suoi ideatori, Rudi Dornbusch, Stanley Fischer e Paul Samuelson.
Ipotizziamo di avere uno stato X, in un mondo in cui si produce un tot di beni utilizzando un solo fattore di produzione, il lavoro. Supponiamo che vi sia perfetta concorrenza e che non vi siano costi di trasporto né barriere protezionistiche. Definiamo:
- L: offerta totale di lavoro in X
- L*: offerta totale di lavoro all'estero
- Lz: quantità di lavoro necessaria per produrre il bene z (bene generico) in X (in pratica è una misura della tecnologia di produzione)
- Lz*: quantità di lavoro necessaria per produrre il bene z all'estero
- W: salario in X
- W*: salario all'estero
- Pz: prezzo di z in X, tale che {\displaystyle LzW=Pz} (cioè il prezzo dipende unicamente dal costo di produrre z, non essendoci, in perfetta concorrenza, profitti)
- Pz*: prezzo di z all'estero, tale che {\displaystyle Lz*W*=Pz*}.

Ora ordiniamo i beni in base alla quantità relativa di lavoro necessaria per produrli in X, in un intervallo [0, 1]; cioè: 
{\displaystyle L1/L1*<...<Ln/Ln*}
Sappiamo poi che z (bene generico tale che {\displaystyle L1/L1*<Lz/Lz*<Ln/Ln*}) sarà prodotto in X se e solo se: Lz W ≤ Lz* W*, cioè se il costo per produrlo sarà minore in X che all'estero. La disequazione si può ugualmente trasformare in: W / W* ≤ Lz* / Lz; viceversa, z sarà prodotto all'estero se: W / W* ≥ Lz* / Lz. Possiamo esprimere questa relazione, dal punto di vista del paese X, tracciando su un piano cartesiano, che abbia per asse orizzontale il continuum di beni e per asse verticale la tecnologia relativa di produzione Lz*/Lz, una curva A che esprime i vantaggi relativi nella produzione: {\displaystyle Az=Lz*/Lz}. Quindi, all'aumentare di Lz*/Lz, la curva prevede una diminuzione dei salari relativi W/W* (in quanto, come già detto, il bene z sarà prodotto in A a patto che W/W* sia minore di Lz*/Lz). La curva A rappresenta, quindi, l'offerta di beni in X. Chiameremo ž l'ipotetico bene tale da delimitare la produzione nei due paesi, cioè:W / W* = Lž* / Lž; quindi, nel continuum di beni 0-1, X produrrà quei beni compresi fra 0 e ž, mentre gli altri paesi produrranno i beni fra ž e 1.
L'equilibrio si trova nel punto in cui domanda ed offerta di beni si eguagliano. Per trovare la domanda, che chiamiamo curva B, definiamo θž come la spesa mondiale per i beni prodotti in A (nel continuum 0-ž); la spesa, a sua volta, è funzione dei salari percepiti nel paese A e all'estero, data la domanda di quei beni (che assumiano uguale in tutto il mondo); in termini matematici scriviamo: θž = θž (W L + W* L*). In equilibrio, il rendimento del lavoro uguaglia la spesa mondiale per beni prodotti nel paese A, vale a dire che i salari totali percepiti nel paese A corrispondono alla spesa mondiale per i beni prodotti in A, cioè: W L = θž (W L + W* L*), equazione che può essere riscritta come: W / W* = [θž / (1 - θž)] (L* / L). La domanda di beni è quindi funzione di ž (più ž nel continuum tende a 1, più i salari relativi W/W* sono alti) e di L*/L (maggiore è il lavoro, minore è il salario relativo). Il salario relativo col quale si può dire che il mondo è specializzato in modo efficiente si ha all'intersezione delle due curve A e B, dove il valore delle importazioni è uguale a quello delle esportazioni (riscrivendo l'equazione precedente: (1 - θž) W L = θž W* L*).

## Fonti
- R. Dornbusch; S. Fischer; P. A. Samuelson, "Comparative Advantage, Trade, and Payments in a Ricardian Model with a Continuum of Goods", The American Economic Review, Vol. 67, N. 5. (Dec. 1977), pp. 823-839